# Димо Кръстев
Димо Николаев Кръстев е български футболист, състезател от 2019 година на младежката гарнитура на италианския гранд Фиорентина. Състезател на В. Висок е 195 см. и играе на поста дефанзивен полузащитник.

## Кратка спортна биография
Роден е на 10 февруари 2003 година в Бургас, в семейството на бившия футболист на ПФК Нефтохимик (Бургас), треньор и настоящ директор на ДЮШ на клуба Николай Кръстев. Още в най-ранна възраст Кръстев естава част от ДЮШ на бургаския тим Нефтохимик, като през годиние преминава през всички детски и младежки формации на отбора. Дебютира за първия отбор, когато е едва на 15 г..
Димо Кръстев редовно започва да бъде викан в националния отбор, като по-късно става първи капитан на Националния отбор по футбол на България U-17. Той е продукт на школата на Черноморец, но когато баща му се мести в Нефтохимик, той прави същото. Там остава година и половина и след това официално преминава във Фиорентина на 8 март 2019 година. Фиорентина привлича Кръстев, след като от много време скаутите на клуба от Серия А следят представянето му.

## Успехи
Клубна кариера 

Фиорентина

Серия А U-19 -      2019/20;2020/21;2021/22
Супер купа на Италия- 2021/22